# Nalježići
Nalježići (in montenegrino cirllico Наљежићи), già Nalježić, in italiano desueto Nagliessich, è un insieme di villaggi sparsi del Montenegro, nel comune di Cattaro.

## Storia
Dopo la caduta dell'Impero romano la Dalmazia meridionale, dal Narenta al Drin, passò  sotto dominio bizantino.
Tra il 614 e il 615 iniziò l'orda àvaro-slava che raggiunse la costa della Dalmazia. Nello stesso periodo, alcune tribù slave si spostarono nei Balcani: secondo il cronista bizantino, l'imperatore (945-959) Costantino Porfirogenito, tribù Croate si stanziarono in Slavonia e in Dalmazia e in una parte dell'attuale Bosnia ed Erzegovina, mentre tribù Serbe si stabilirono nella regione del Sangiaccato di Novi Pazar. Porfirogenito non specifica però chi si venne ad insediare sul territorio dell'attuale Montenegro.
L'imperatore Eraclio chiese aiuto contro gli avaro-slavi ai Serbi bianchi della Lusazia che nell'anno 630 occuparono le terre invase dagli Avari, liberandole. Come ricompensa, Eraclio permise ai Serbi di instaurare principati autonomi governati da un principe (in serbo-croato župan, жупан), comunque, sotto la sovranità bizantina. La zona di Nalježići fece quindi parte della Doclea (a differenza della vicina Cattaro parte del thema Dalmatia), poi inglobato nel Gran principato di Rascia. La Doclea venne invasa dalle tribù slave, sia croate che serbe, le quali si andarono a mescolare con Illiri, Romani, Albanesi e Valacchi.
Dal 1420 fece parte dell'Albania Veneta.
Caduta la Serenissima, con la pace di Presburgo seguì il destino degli ex possedimenti veneziani entrando per un breve periodo nel Regno d'Italia napoleonico. 
Col trattato di Schönbrunn del 1809 entrò a far parte delle Province Illiriche per entrare poi in mano austriaca col congresso di Vienna nel 1815 nel Regno di Dalmazia come comune autonomo e poi come frazione del comune di Zuppa.
Dopo la prima guerra mondiale, non facendo parte dei territori della Dalmazia citati nel patto di Londra, entrò a far parte del neo costituito Regno dei Serbi, Croati e Sloveni.
Tra il 1941 e il 1943 fece parte della provincia di Cattaro, suddivisione amministrativa del governatorato della Dalmazia, dipendente dal Regno d'Italia.
Dopo la seconda guerra mondiale fece parte della Repubblica Socialista Federale di Jugoslavia; dal 2006 fa parte del Montenegro.